# Аггравация
Агграва́ция (от лат. aggravatio — отягощение, утяжеление) — преувеличение больным какого-либо симптома или болезненного состояния. Причиной могут быть тревога, страх, повышенная самовнушаемость и/или мнительность. В судебной и военной психиатрии аггравация часто является вариантом симуляции, при которой представляются в преувеличенном виде симптомы имеющегося или перенесённого ранее психического расстройства. Особенно к ней склонны лица, страдающие расстройствами личности, диссоциативными (конверсионными) расстройствами (ранее называемыми истерией), ятрогенией. Патологическая аггравация встречается у лиц с психическими расстройствами (чаще всего при истерическом расстройстве личности), которые стремятся воспроизвести картину серьёзного соматического заболевания.